# كارل ستيوارت
كارل ستيوارت (بالإنجليزية: Carl Stewart)‏ (2 مايو 1997 بهامرسميث في المملكة المتحدة - ) هو لاعب كرة قدم بريطاني في مركز الوسط.

## وصلات خارجية
- كارل ستيوارت على موقع قاعدة بيانات كرة القدم.إي يو (الإنجليزية)
- كارل ستيوارت على موقع Soccerway.com (الإنجليزية)